# Металац (футбольный клуб, Горни-Милановац)
«Ме́талац» (серб. ФК Металац Горњи Милановац) — сербский футбольный клуб из города Горни Милановац, в Моравичском округе в Западной Сербии. Клуб основан в 1961 году, гостей принимает на стадионе «Металац», вмещающей 4 600 зрителей.

## История
Клуб был основан 12 июня 1961 года при металлургическом комбинате «Металац». В сезоне 2009/2010 «Суперлига» была расширена до 16 команд, что позволило клубу напрямую (без матчей плей-офф) впервые в истории выйти в Суперлигу.

## Стадион
В конце августа 2009 года клуб объявил о строительстве нового стадиона на 4 000 мест, соответствующего требованиям УЕФА. Из-за того, что стадион «Край Деспотовице» не соответствует требованиям Суперлиги, «Металац» вынужден проводить домашние матчи в Крагуеваце на стадионе «Чика Дача».